# 黄鸿发
黄鸿发（1972年10月3日—2020年7月30日），男，汉族，籍贯海南省昌江黎族自治县，中国犯罪集团首脑。
1991年，黄氏家族开始在昌江开设地下赌场，1995年后逐渐垄断当地赌场行业，逐渐通过强迫交易、敲诈勒索等暴力手段对昌江的十多个行业领域形成了非法控制或强势垄断。至2017年共获利人民币2亿余元。昌江县三任公安局长（王雄进、麦宏章、陈小明）作其“保护伞”，使黄氏家族得以一直逍遥法外。除此以外，时任昌江县人大常委会主任、县公安局政委、县检察院检察长、副县长等多名公职人员都曾收受黄鸿发的贿赂。他还曾出资15万元，帮助王忠东从派出所所长升职为昌江县公安局副局长。该组织共实施违法犯罪多达58起，涉嫌20项罪名，造成2人死亡、3人重伤、13人轻伤。
2018年10月，中央政法委、全国扫黑办挂牌督办黄鸿发黑社会组织犯罪一案，海南省公安厅根据相关线索，抽调精干警力，成立“10·26”专案组，指定由琼海市公安局异地管辖，对以黄氏兄弟为首的特大黑社会性质组织开展侦查。2019年1月8日，海南省扫黑除恶专项斗争领导小组办公室发布检举黄鸿发犯罪团伙犯罪线索通告，鼓励知情群众积极举报，敦促涉案人员尽快投案自首。2019年2月13日，海南省检察机关以涉嫌组织、领导、参加黑社会性质组织罪、开设赌场罪、非法持有枪支罪等犯罪依法批准逮捕以黄鸿发为首的黑社会性质组织首批130名犯罪嫌疑人，最终共有196名犯罪嫌疑人被捉拿归案或主动投案自首。2020年1月13日，海南省第一中级人民法院以组织、领导黑社会性质组织罪、故意伤害罪等17项罪名，数罪并罚，判处黄鸿发死刑，剥夺政治权利终身，并处没收个人全部财产。黄鸿发不服判决，提起上诉。2020年3月11日，海南省高级人民法院做出二审判决，驳回上诉，维持原判。2020年7月30日被执行死刑。
其兄黄鸿儒（1962年生）曾担任海口市秀英区委副书记、区长，2019年因涉嫌滥用职权罪、受贿罪被海口市监委采取留置措施，2020年被逮捕并提起公诉。其父黄应祥曾任昌江县建委建安组组长。其弟黄鸿金、黄鸿明、黄鸿波都是黄氏黑社会集团的主要成员，其中黄鸿波已于审判前死亡，依法不再追究刑事责任；黄鸿明被判处死刑，缓期二年执行，限制减刑，剥夺政治权利终身，并处没收个人全部财产；黄应祥和黄鸿金被判处有期徒刑二十五年，剥夺政治权利五年，没收个人全部财产。犯罪组织其他成员和为其提供保护伞的公职人员被判处刑期不等的有期徒刑。
电视剧《扫黑风暴》“菜霸”杨冬的原型人物。